# Parroquia Juan Bautista Arismendi
La Parroquia Juan Bautista Arismendi o simplemente Juan Bautista Arismendi es el nombre que recibe una de las divisiones administrativas en las que se encuentra organizado el Municipio Casacoima del Estado Delta Amacuro, al este del país sudamericano de Venezuela.

## Historia
El territorio fue explorado y colonizado por los españoles y formó parte de la Capitanía General de Venezuela desde 1777. En la Venezuela independiente formó parte del Cantón del Bajo Orinoco o Piacoa entre 1830 y 1856.
Entre 1884 y 1991 formó parte del Territorio Federal Delta Amacuro. Desde 1992  el sector es una de las parroquias del Estado Delta Amacuro. El territorio debe su nombre a Juan Bautista Arismendi prócer venezolano y General en Jefe del Ejército de Venezuela durante la Guerra de Independencia contra España.

## Geografía
Su capital es la localidad de Piacoa. Posee una superficie estimada en 70.000 hectáreas (equivalentes a 700 kilómetros cuadrados). Limita al norte con las islas Iguana, Chivera, Tórtola y Varadero y con la Parroquia Rómulo Gallegos, al este con esta última parroquia también, al sur con la Parroquia Imataca y al oeste con la Parroquia Manuel Piar. Parte de su jurisdicción está incluida en la Reserva Forestal de Imataca.

### Lugares de interés
- Piacoa
- La Fe
- Pueblo Casacoima
- Río Orinoco